# زبان سو
زبان سو شاخه‌ای از زبان‌های سیویی می‌باشد که توسط بیش از سی هزارنفر در ایالات متحده و کانادا صحبت می‌شود، که پنجمین زبان پرگویشور در بین زبان‌های زبان‌های بومی آمریکا بعد از زبان ناواهو، زبان کری، زبان اینویت و زبان اوبجیو در ایالات متحده یا در کانادا قلمداد می‌شود. این زبان به سه شاخه لاکوتا، داکوتای شرقی، و داکوتای غربی تقسیم می‌شود.